# Ган-Раве
Ган-Раве (ивр. גן רווה‎) — региональный совет в Центральном округе Израиля, основанный в 1952 году и расположенный на берегу Средиземного моря между городами Явне и Реховот.
Региональный совет состоит из девяти населенных пунктов, в том числе шесть мошавов. Среднее расстояние между населенными пунктами регионального совета Ган-Раве составляет 7,3 км. Совет состоит из 17 членов, и его возглавляет Мира Бен Ари.

## Население
По статистическим данным Центрального статистического бюро Израиля население регионального совета на 2024 год составляет 6 659 человек.
По данным ЦСБ, по состоянию на декабрь 2010 года Ган-Раве имеет социально-экономический показатель 8 из 10. Аттестат зрелости получило 65,9% школьников. Среднемесячная заработная плата за год 2009 год была 10 086 шекелей (в среднем по стране 7 070 шекелей).

## Границы совета
Региональный совет Ган-Раве ограничен следующими административными единицами:
- С севера: Ришон-ле-Цион
- С востока: Нес-Циона, Реховот и региональный совет Бреннер
- С юга: Региональный совет Хевель-Явне и Явне
- С запада: Средиземное море